# Nectandra laurel
Nectandra laurel Klotzsch ex Nees – gatunek rośliny z rodziny wawrzynowatych (Lauraceae Juss.). Występuje naturalnie w Panamie, Kolumbii, Wenezueli, Peru, Boliwii oraz Brazylii. 

## Morfologia
PokrójZimozielone drzewo lub krzew.
LiścieMają owalnie eliptyczny kształt. Mierzą 10–30 cm długości oraz 4–8 szerokości. Są skórzaste. Nasada liścia jest ostrokątna. Liść na brzegu jest całobrzegi. Wierzchołek jest spiczasty. Ogonek liściowy jest owłosiony i dorasta do 25 mm długości.